# Menyllos
Menyllos (altgriechisch Μένυλλος Ményllos) war ein makedonischer Offizier im 4. vorchristlichen Jahrhundert.

## Leben
Nach dem Ende des Lamischen Kriegs 322 v. Chr. wurde Menyllos von dem siegreichen makedonischen Regenten Antipater zum Befehlshaber der Garnison auf dem Munychia-Hügel ernannt, der den Piräus beherrschte. Das im Krieg unterlegene Athen hatte die Installation einer makedonischen Besatzung in seinem Hafen als Kapitulationsbedingung hinnehmen müssen. Der Einzug der Garnison fand am 20. Boëdromion (19. September) statt, während der Feierlichkeiten zu den Mysterien von Eleusis.
Menyllos galt als Freund Phokions, der an der Spitze des Makedonien treuen oligarchischen Regimes in Athen stand. Dennoch soll er versucht haben, diesen zu bestechen, wogegen Phokion sich aber verwehrte. Im Jahr 319 v. Chr. wurde er auf seinem Posten nach Weisung Kassanders durch Nikanor ersetzt, noch bevor der Tod Antipaters publik geworden war. Danach wird Menyllos nicht mehr erwähnt.